# Oeneis melissa
Oeneis melissa är en fjärilsart som beskrevs av Fabricius 1775. Oeneis melissa ingår i släktet Oeneis och familjen praktfjärilar. Inga underarter finns listade i Catalogue of Life.